# 20 años (álbum de Soledad Pastorutti)
20 años es el décimo sexto disco de la cantante Soledad Pastorutti lanzado el 16 de septiembre de 2016 y disponible en dos versiones: CD y CD+DVD. El álbum fue grabado en directo el 26 de enero de 2016 en el Festival de Cosquín. En 2017 recibió el Premio Gardel como Mejor Álbum Artista Femenina de Folklore.

## Antecedentes y composición
Soledad Pastorutti celebra aquella noche del 26 de enero de 1996 en la que se presentó en el Festival de Cosquín y que cambió su vida para siempre, marcando el comienzo de su carrera profesional. 20 años después, en el mismo escenario celebró junto a colegas amigos que la homenajearon: Abel Pintos, El Chaqueño Palavecino, Los Manseros Santiagueños, Luciano Pereyra, Los Nocheros, Los Tekis, Julián Ratti, Orlando Vera Cruz, Facundo Saravia, Yamila Cafrune, Los Alonsitos, Mario Bofill, Marité Berbel, Los 4 de Córdoba, Cuti y Roberto Carabajal, Raly Barrionuevo, Natalia Pastorutti y Jorge Rojas. Además de la presencia en video de Mercedes Sosa, Horacio Guarany y Tamara Castro.
Aquella noche todos los artistas tuvieron palabras emotivas para Soledad Pastorutti. 
El cantautor Abel Pintos dijo: “A mí me llena de orgullo y me honra enormemente no solo acompañar a una amiga y, a una artista que admiro y quiero mucho, sino que me hace feliz, porque todos los argentinos tenemos esta noche la oportunidad de festejar 20 años de una noche que cambió la historia de la música folklórica argentina. Los jóvenes pudimos tener espacio en los escenarios, en las discográficas y en el mercado, gracias a que esta Señorita hermosa se subió a este escenario, y nos dio a todos ganas de salir a cantar, y disfrutar de la música argentina.”
Horacio Guarany estuvo presente a través de un video en el que dice “Gracias por todo lo que has hecho, gracias por difundir nuestra música con altura, con cariño… Aquella muchachita que nos deslumbró a todos desde Cosquín con su energía, con su amor, con su arte inigualable en una piba como ella.”
La versión CD+DVD contiene como extras: Cuando llegue el alba (a dúo con Abel Pintos), Brindis y Luna Tucumana.

## Lista de canciones
| 20 Años |                                                                                   |                                                     |          |  |
| N.º     | Título                                                                            | Escritor(es)                                        | Duración |  |
| 1.      | «Apurate José» (con Teresa Parodi)                                                | Teresa Parodi                                       | 4:24     |  |
| 2.      | «Potrerito de la infancia» (con Julián Ratti)                                     | Julián Ratti                                        | 2:58     |  |
| 3.      | «Pilchas gauchas» (con Julián Ratti)                                              | Orlando Vera Cruz                                   | 4:21     |  |
| 4.      | «Si de cantar se trata» (con Facundo Saravia)                                     | Facundo Saravia                                     | 2:22     |  |
| 5.      | «De mi madre» (con Yamila Cafrune y Natalia Pastorutti, homenaje a Jorge Cafrune) | José Ignacio Rodríguez                              | 3:51     |  |
| 6.      | «Kilómetro 11» (con Los Alonsitos)                                                | Constante José Aguer, Mario del Tránsito Cocomarola | 2:54     |  |
| 7.      | «Cantalicio vendió su acordeón» (con Mario Bofill)                                | Mario Bofill                                        | 3:53     |  |
| 8.      | «Amutuy soledad» (con Marité Berbel)                                              | Marcelo Berbel, María Teresa Berbel                 | 4:06     |  |
| 9.      | «Del norte cordobés» (con Los 4 de Córdoba)                                       | Ica Novo                                            | 2:45     |  |
| 10.     | «Chacarera para mi vuelta» (con Los Manseros Santiagueños)                        | Onofre Paz, Marcelo Ferreyra                        | 2:46     |  |
| 11.     | «Entre a mi pago sin golpear» (con Cuti y Roberto Carabajal)                      | Pablo Trullenque, Carlos Carabaja                   | 3:18     |  |
| 12.     | «Luna Cautiva» (con Raly Barrionuevo)                                             | José Ignacio Rodríguez                              | 4:26     |  |
| 13.     | «Zamba de amor en vuelo» (con Natalia Pastorutti, homenaje a Tamara Castro)       | Jorge Milikota                                      | 4:30     |  |
| 14.     | «Esperando tu regreso» (con Jorge Rojas)                                          | Soledad Pastorutti, Pablo Santos                    | 3:37     |  |
| 15.     | «La Litoreña» (con Chaqueño Palavecino)                                           | Horacio Guarany                                     | 3:10     |  |
| 16.     | «Zamba para decir adiós» (con Luciano Pereyra, homenaje a Argentino Luna)         | Argentino Luna                                      | 4:00     |  |
| 17.     | «Tocando al frente» (con Abel Pintos)                                             | Renato Teixeira, Almir Sater                        | 3:57     |  |
| 18.     | «Tren del cielo» (con Los Tekis)                                                  | Alejandro Lerner, I. Elisavetsky, J. Alfano         | 3:13     |  |
| 19.     | «Las Moras» (con Los Nocheros y Natalia Pastorutti)                               | Yuyo Montes                                         | 3:28     |  |
| 20.     | «Agua, fuego, tierra y viento» (Homenaje a Mercedes Sosa)                         | Paz Martínez                                        | 3:43     |  |
| 21.     | «Nada tengo de ti» (Homenaje a Horacio Guarany)                                   | Horacio Guarany                                     | 3:13     |  |

## Créditos
BANDA
Voz: Soledad Pastorutti
Voz Dúos: Natalia Pastorutti
Director Musical y Arreglos: Bruno Orgaz
Teclados y Piano: Bruno Orgaz
Primera Guitarra: Jorge Calcaterra
Guitarra Nylon, Eléctrica y Charango: Javier López
Acordeón y Guitarra Nylon: Juan José Castelli
Bombo Legüero, Percusión y Accesorios: Silvio López
Batería: Pedro Pacheco
Bajo: Lucas Miranda
Coros: Natalia Pastorutti y Pablo Cordero
STAFF
Mánager: Gonzalo Zambonini
Tour Manager: Jeremías Audoglio
Ing. de Sonido Pa: Germán Bagna
Ing. de Sonido Monitores: Pablo Luján
Iluminación: César Roldan
Jefe de Escenario / Videos: Darío Markiewicz
Asistentes de Escenario: Juan Rivero, Martín Lerena y Joel Sbocci
Asistente Personal Soledad: Maria Del Valle Diosquez
Registro De Backstage: Paula Manino / Dyego Senesi
Maquillaje: Damian Brissio y Gisela Parolin
Peinado: Damian Brissio
Diseño y Coordinación de Vestuario: Damian Brissio
Realización de Vestuario: Gladis Gerbaudo
Realización de Calzados: Rolando Canzani Desing
Staff Ecos De La Posta: Carlos Fernández Méndez, Natalia Pastorutti, Gonzalo Zambonini, Jeremías Audoglio, Belén Camboni, María Del Valle Diosquez, Natalia Camboni, Ana Vitello, Noelia Rocha, Florencia Pavese, Agustina Falabella
Staff 300 Producciones: Pocho Rocca, Billy Álvarez, Gastón Montells, Leopoldo Montero, Ramiro Amorena, Martina Canzani, Milagros Amorena, Mercedes Amorena, Martín Simone, Daniel Cesaretti, Carlos Daniel De Lage, Mariela Di Giovanni, Martín Lerena, Joel Sbocci
Staff Sony Music: Damián Amato, Mariela Croci, Pablo Durand, María Celia Piccoli, Nacho Soler, Juan Carlos Monasterio, Martín Brizio
IDEA Y PRODUCCIÓN ARTÍSTICA: SOLEDAD PASTORUTTI Y GONZALO ZAMBONINI
Ingeniero de Grabación en vivo: Norberto “Vasco” Hegoburu
Asistente de Grabación en vivo: Rolando Obregon
Estudio Móvil De Grabación Romaphonic
Mezclado En Estudios “El Charquito”
Ing. de Grabación y Mezcla: Daniel Ianniruberto 
Asist. de Mezcla: Pablo Toubes
Edición y Grabación en Estudio Voz en off Soledad: Daniel Ianniruberto
Masterizado por Gustavo Borner en Igloo Music. Burbank, California
Producción Musical: Bruno Orgaz
Dirección A&R: Pablo Durand
A&R: Nacho Soler
Producción Ejecutiva: Gonzalo Zambonini
Fotos: Paula Manino
Diseño gráfico: Dyego Senesi

## Posicionamiento en listas

### Posiciones mensuales
| América del Sur |                       |    |
| Argentina       | Ranking Mensual CAPIF | 10 |